# Romiguières
Romiguières é uma comuna francesa na região administrativa de Occitânia, no departamento de Hérault. Estende-se por uma área de 3,45 km². Em 2010 a comuna tinha 23 habitantes (densidade: 6,7 hab./km²).